# Елисеев, Александр Николаевич
Алекса́ндр Никола́евич Елисе́ев (1913—1943) — лейтенант Рабоче-крестьянской Красной Армии, участник советско-финской и Великой Отечественной войн, Герой Советского Союза (1940).

## Биография
Александр Елисеев родился в 1913 году в селе Мокшан (ныне — посёлок в Пензенской области). Проживал в деревне Овинищи Рыбинского района Ярославской области, окончил там школу. Работал на лесосплаве, затем в топографическом отряде. В 1936 году Елисеев был призван на службу в Рабоче-крестьянскую Красную Армию. Окончил артиллерийскую школу. Служил в Приволжском военном округе. Участвовал в советско-финской войне, будучи командиром взвода противотанковых орудий 284-го мотострелкового полка 86-й мотострелковой дивизии 7-й армии Северо-Западного фронта.
12 марта 1940 года в районе населённого пункта Мухулахти (ныне — Луговое Выборгского района Ленинградской области) Елисеев с двумя бойцами разведал месторасположение вражеских огневых точек и уничтожил снайпера-«кукушку». С началом наступления он выкатил своё орудие на открытую позицию и подавил все обнаруженные огневые точки, а затем непосредственно на окраине посёлка уничтожил засевших в домах финских солдат. В тех боях Елисеев два раза был ранен, но продолжал сражаться.
Указом Президиума Верховного Совета СССР от 21 марта 1940 года за «образцовое выполнение боевых заданий командования на фронте борьбы с финской белогвардейщиной и проявленные при этом отвагу и геройство» лейтенант Александр Елисеев был удостоен высокого звания Героя Советского Союза с вручением ордена Ленина и медали «Золотая Звезда» за номером 417.
22.06.1941 - начальник артиллерии 284 стрелкового полка 86-й стрелковой дивизии. В августе 1941 года оказался в окружении и вступил в партизанское формирование, действовавшее на территории Смоленской области. 14 августа 1943 года Елисеев погиб при авианалёте.